# Юнгинги
Юнгинген или Юнгингите (на немски: Jungingen) е стар благороднически род от Швабия.
Резиденцията им е в Юнгинген, в днешен Баден-Вюртемберг, Германия.
Юнгo основава вероятно през 4 век Юнгинген, споменат в документ за пръв път през 1075 г. с господар Алтрих фон Юнгинген. На един километър южно от селото на хълма „Бюргле“ се намирал замъкът Хоенюнгинген на благородниците Юнгинги, който около 1278 г. отива на Йоанитския орден, около 1300 г. на граф Еберхард I фон Вюртемберг. През 1311 г. е разрушен през градската война от Ройтлинген, a селото е изгорено. Селото е построено отново и през 1473 г. е собственост на Хоенцолерните.
През 1352 г. Волф фон Юнгинген получава чрез женитбата си господството Нойхоенфелс заедно със замъка. През началото на 15 век отново чрез женитба те обединяват двете господства Хоенфелс. През 1441 г. фамилията се дели на Юнгинген-Алтхоенфелс и Юнгинген-Нойхоенфелс. След смъртта на последния мъж от фамилията Юнгинген, Улрих фон Юнгинген през 1501 г., неговата сестра Анна продава през 1506 г. господството Нойхоенфелс на Тевтонския орден.

## Известни
- Конрад фон Юнгинген (* ок. 1355, † 30 март 1407), двадесет и петият Велик магистър на рицарите от Тевтонския орден (1393–1407)
- Улрих фон Юнгинген (* ок. 1355, † 15 юли 1410), двадесет и шестият Велик магистър на рицарите от Тевтонския орден (1407–1410)